# Йирка, Йозеф
Йозеф Йирка (чеш. Josef Jirka; 3 февраля 1926, Прага — 11 декабря 2000, Чехия) — чехословацкий вратарь, хоккеист, выступавший за команду «ЛТЦ Прага» и национальную сборную Чехословакии. Чемпион мира и Европы.

## Биография
Йозеф Йирка родился 3 февраля 1926 года в Праге.
Начал карьеру хоккеиста в 1945 году, в команде «Стадион Прага»,  в 1946 году перешёл в славный клуб «ЛТЦ Прага», с которым 2 раза подряд становился чемпионом Чехословацкой хоккейной лиги. В 1948 году перебрался в другой пражский клуб, АТК, в составе которого также выиграл чехословацкий чемпионат в 1950 году.
С 1947 по 1949 год Йирка выступал за сборную Чехословакии по хоккею. В 1949 году стал чемпионом мира и Европы. Всего за сборную провёл 7 игр. В сборной и клубе ЛТЦ Йирка был вторым вратарём, сменщиком легендарного Богумила Модры.
Йирка в составе чехословацкой сборной должен был защищать выигранный чемпионский титул на чемпионате мира 1950 года в Великобритании, однако после решения правительства практически в последний момент не принимать в нём участия (причиной этого явился отказ в британской визе репортёрам чехословацкого радио) большая часть членов сборной была арестована прямо в ресторане, где они собрались обсудить это событие и, по утверждению следствия вели антиправительственные разговоры и выкрикивали антикоммунистические лозунги.
Йозефа Йирку, вместе с ещё 10 хоккеистами сборной Чехословакии, арестовали и приговорили к 6 годам лишения свободы. В 1953 году он вышел на свободу и продолжил хоккейную карьеру. Играл за команды «Збройовка Брно» и «Кралово Поле Брно», завершил карьеру в 1958 году.
Умер 11 декабря 2000 года, в возрасте 74 лет.

## Достижения
- Чемпион мира 1949
- Чемпион Европы 1948 и 1949
- Чемпион Чехословакии 1947, 1948 и 1950
- Бронзовый призёр чемпионата Чехословакии 1949